# Szczeciniak jaworowy

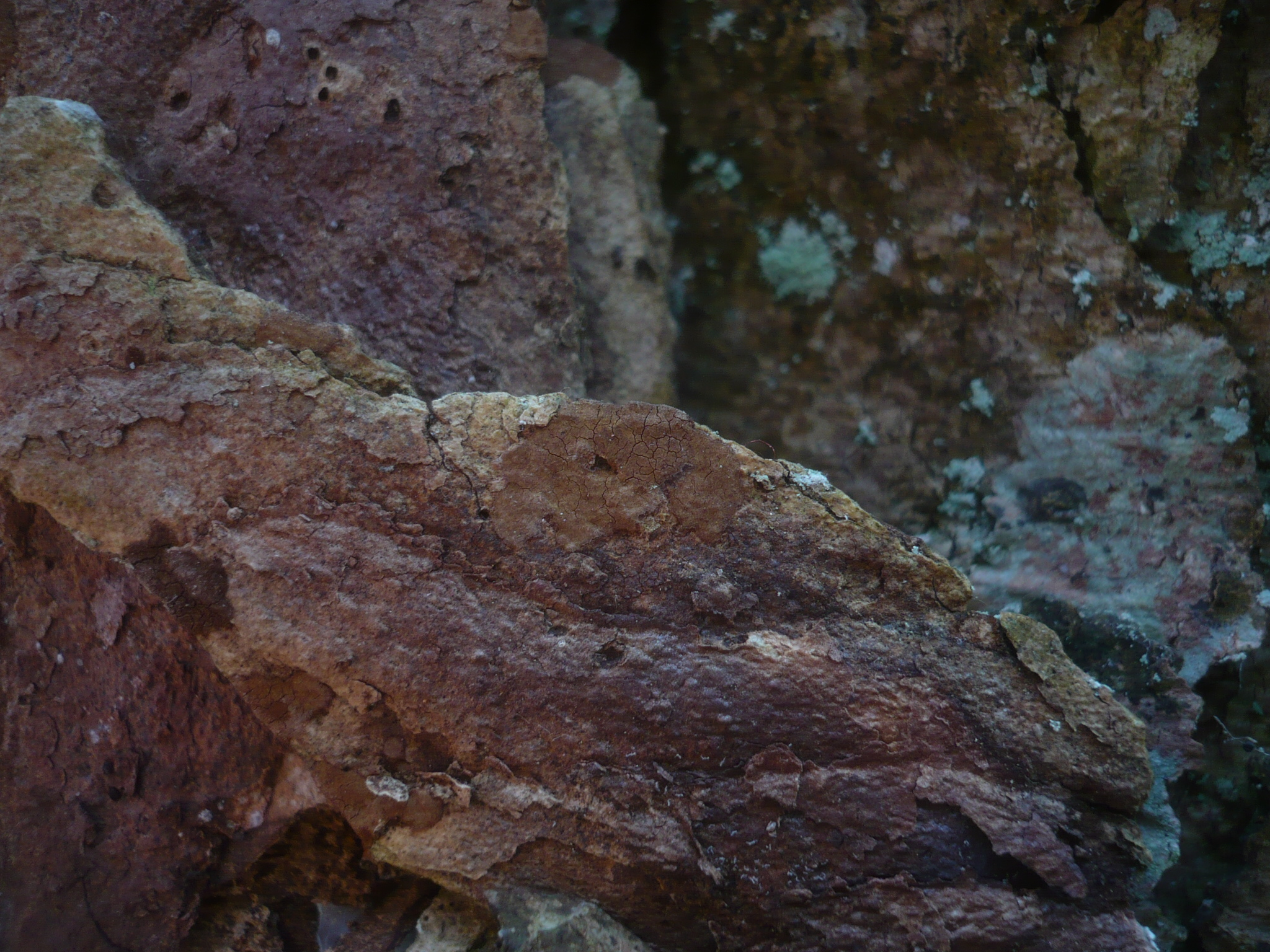

Szczeciniak jaworowy, szczecinkowiec jaworowy (Hymenochaete carpatica Pilát) – gatunek grzybów z rzędu szczeciniakowców (Hymenochaetaceae).

## Systematyka i nazewnictwo
Pozycja w klasyfikacji według Index Fungorum: Hymenochaete, Hymenochaetaceae, Hymenochaetales, Agaricomycetidae, Agaricomycetes, Agaricomycotina, Basidiomycota, Fungi.
Takson ten w 1930 r. opisał Albert Pilát na korze klonu jawora na Ukrainie. Polską nazwę zaproponował Władysław Wojewoda w 2003 r.

## Morfologia
Owocnik
Rozpostarty, płaski, pokryty kolcami. Powierzchnia jasnobrązowa. Starsze owocniki stają się ciemniejsze, niemal czarnobrązowe i przerastają korę. Z wiekiem staje się także coraz bardziej twardy i popękany. Brzeg nieco włóknisty. Osiąga wielkość do 15 cm.
Cechy mikroskopowe
W jego hymenium występują spiczaste szczecinki. Zarodniki przezroczyste, białawe o wymiarach 5,5–6,5 × 3–3,6 µm.

## Występowanie i siedlisko
W Europie szczeciniak jaworowy ma liczne stanowiska w Karpatach i Alpach oraz pojedyncze w Anglii, na Półwyspie Skandynawskim i na Sycylii. Występuje także na pojedynczych stanowiskach w USA. W. Wojewoda w 2003 r. przytacza liczne jego stanowiska w Polsce, głównie w Karpatach i Sudetach. Według niego jest to gatunek synantropijny, prawdopodobnie nie jest rzadki i nie jest zagrożony wyginięciem. Znajduje się na czerwonej liście gatunków zagrożonych na Słowacji. Występuje częściej, niż wynikałoby to z liczby podanych stanowisk, gdyż często jest pomijany z uwagi na miejsce występowania (na wewnętrznej powierzchni kory).
Nadrzewny. Występuje w lasach, parkach, przy drogach na klonach, głównie na korze ich stojących, żywych lub martwych, starych pni, rzadziej na martwych, leżących na ziemi pniach. Jest słabym grzybem pasożytniczym. Rozwija się niemal wyłącznie na wewnętrznej powierzchni kory, ale podano kilka przypadków jego występowania także na zewnętrznej powierzchni kory. Stwierdzono również jego strzępki w głębszych warstwach korka.